# جائزة بريطانيا الكبرى 2005
جائزة بريطانيا الكبرى 2005 (بالإنجليزية: 2005 British Grand Prix)‏ هو سباق فورمولا 1 أقيم بتاريخ 10 يوليو 2005 في حلبة سلفرستون، إنجلترا. كان الحادي عشر من أصل 19 في بطولة العالم لسباقات الفورمولا واحد موسم 2005. حلّ الكولومبي خوان بابلو مونتويا أولا بينما جاء الإسباني فرناندو ألونسو في المركز الثاني وحصل على المركز الثالث الفنلندي كيمي رايكونن.